# A Danish Farm Holiday
A Danish Farm Holiday er en dokumentarfilm fra 1968 instrueret af David Williams.

## Handling
En engelsk familie kommer via DFDS' rute Harwich-Esbjerg til Jylland, Horsensegnen, hvor de skal holde bondegårdsferie. De foretager udflugter til seværdigheder i omegnen. Ribe (idylliske bindingsværkshuse), Aarhus, Den Gamle By, Tivoli Friheden (karruselture), Hjejlen på Silkeborgsøerne, strandparti med klitter og badning, sejlsport (ombord på en større sejlbåd), Legoland, svinehold og baconeksport berøres (bill. af så med smågrise plus baconbiler i Esbjerg havn), Winston Churchill rutebåden lægger fra kaj og sejler mod England med den engelske familie.